# Liste der Stolpersteine in Hamburg-Groß Borstel
Die Liste der Stolpersteine in Hamburg-Groß Borstel enthält alle Stolpersteine, die im Rahmen des gleichnamigen Kunstprojekts von Gunter Demnig in Hamburg-Groß Borstel verlegt wurden. Mit ihnen soll Opfern des Nationalsozialismus gedacht werden, die in Hamburg-Groß Borstel lebten und wirkten.
Diese Seite ist Teil der Liste der Stolpersteine in Hamburg, da diese mit insgesamt 7276 (Stand: Juli 2025) Steinen zu groß würde und deshalb je Stadtteil, in dem Steine verlegt wurden, eine eigene Seite angelegt wurde.
| Adresse                  | Person(en)               | Inschrift | Bilder                                       | Anmerkung                                                                               |
| ------------------------ | ------------------------ | --- | -------------------------------------------- | --------------------------------------------------------------------------------------- |
| Borsteler Chaussee 23 ·  | Wilhelm Scherfig         | Hier wohnte Wilhelm Scherfig Jg. 1899 verhaftet 1938/40/43 Fuhlsbüttel tot an Haftfolgen 8.2.1945                                                                                        | Stolperstein für Wilhelm Scherfig            | Eintrag auf stolpersteine-hamburg.de                                                    |
| Borsteler Chaussee 160 · | Meier Ohlhausen          | Hier wohnte Meier Ohlhausen Jg. 1864 deportiert 1943 Theresienstadt ermordet 20.3.1943                                                                                                   | Stolperstein für Meier Ohlhausen             | Eintrag auf stolpersteine-hamburg.de Artikel bei Alemannia Judaica                      |
| Borsteler Chaussee 299 · | Werner Schuldt           | Hier wohnte Werner Schuldt Jg. 1936 eingewiesen 1937 Alsterdorfer Anstalten ‚verlegt‘ 7.8.1943 Heilanstalt Eichberg ‚Kinderfachabteilung‘ ermordet 24.9.1943                             | Stolperstein für Werner Schuldt              | Eintrag auf stolpersteine-hamburg.de                                                    |
| Geesmoor 21 ·            | Helga Dietz              | Hier wohnte Helga Dietz Jg. 1937 eingewiesen 1942 Alsterdorfer Anstalten ‚verlegt‘ 16.8.1943 Am Spiegelgrund ‚Kinderfachabteilung‘ ermordet 13.3.1944                                    | Stolperstein für Helga Dietz                 | Eintrag auf stolpersteine-hamburg.de                                                    |
| Weg beim Jäger 150 ·     | –                        | Zwangsarbeitslager Sportstraße 1943–1945 Vereinigte Deutsche Metallwerke Frauen in Zwangsarbeit in der ‚Ausländerkinder-Pflegestätte‘ 30 Kinder vernachlässigt – unterernährt – ermordet | Kopfstein am Zwangsarbeitslager Sportstraße  | Kopfstein am Zwangsarbeitslager Sportstraße                                             |
| Weg beim Jäger 150 ·     | Maisel Aerenhouts        | Maisel Aerenhouts geb. 17.4.1945 tot 25.5.1945 | Stolperstein für Maisel Aerenhouts           | Eintrag auf stolpersteine-hamburg.de                                                    |
| Weg beim Jäger 150 ·     | Umberto Bianchini        | Umberto Bianchini geb. 15.4.1940 tot 29.3.1945 | Stolperstein für Umberto Bianchini           | Eintrag auf stolpersteine-hamburg.de                                                    |
| Weg beim Jäger 150 ·     | Roxane Brumaud           | Roxane Brumaud geb. 2.1.1945 tot 29.1.1945 | Stolperstein für Roxane Brumaud              | Eintrag auf stolpersteine-hamburg.de                                                    |
| Weg beim Jäger 150 ·     | Edievienne De Boever     | Edievienne De Boever geb. 1.12.1943 tot 11.1.1944 | Stolperstein für Edievienne De Boever        | Eintrag auf stolpersteine-hamburg.de                                                    |
| Weg beim Jäger 150 ·     | Liliane Delier           | Liliane Delier geb. 5.12.1944 tot 1.2.1945 | Stolperstein für Liliane Delier              | Eintrag auf stolpersteine-hamburg.de                                                    |
| Weg beim Jäger 150 ·     | Valentin Denisovs        | Valentin Denisovs geb. 17.12.1944 tot 30.1.1945 | Stolperstein für Valentin Denisovs           | Eintrag auf stolpersteine-hamburg.de                                                    |
| Weg beim Jäger 150 ·     | Josiane Dheilly          | Josiane Dheilly geb. 17.12.1944 tot 12.1.1945 | Stolperstein für Josiane Dheilly             | Eintrag auf stolpersteine-hamburg.de                                                    |
| Weg beim Jäger 150 ·     | Max Ernest Duvert        | Max Ernest Duvert geb. 11.5.1945 tot 22.5.1945 | Stolperstein für Max Ernest Duvert           | Eintrag auf stolpersteine-hamburg.de                                                    |
| Weg beim Jäger 150 ·     | Guy Guillard             | Guy Guillard geb. 12.3.1945 tot 7.5.1945 | Stolperstein für Guy Guillard                | Eintrag auf stolpersteine-hamburg.de                                                    |
| Weg beim Jäger 150 ·     | Wladimir Hejenka         | Wladimir Hejenka geb. 8.2.1945 tot 4.5.1945 | Stolperstein für Wladimir Hejenka            | Eintrag auf stolpersteine-hamburg.de                                                    |
| Weg beim Jäger 150 ·     | Erster Zwilling Huczak   | Erster Zwilling Huczak tot geboren 7.2.1944 | Stolperstein für den ersten Zwilling Huczak  | Eintrag auf stolpersteine-hamburg.de                                                    |
| Weg beim Jäger 150 ·     | Zweiter Zwilling Huczak  | Zweiter Zwilling Huczak tot geboren 7.2.1944 | Stolperstein für den zweiten Zwilling Huczak | Eintrag auf stolpersteine-hamburg.de                                                    |
| Weg beim Jäger 150 ·     | Kristine Iwanows         | Kristine Iwanows geb. 23.12.1944 tot 6.3.1945 | Stolperstein für Kristine Iwanows            | Eintrag auf stolpersteine-hamburg.de                                                    |
| Weg beim Jäger 150 ·     | Jinrich Josef Jansen     | Jinrich Josef Jansen geb. 20.4.1945 tot 27.5.1945 | Stolperstein für Jinrich Josef Jansen        | Eintrag auf stolpersteine-hamburg.de                                                    |
| Weg beim Jäger 150 ·     | Hala-Elka Jerekyte       | Hala-Elka Jerekyte geb. 3.1.1945 tot 4.5.1945 | Stolperstein für Hala-Elka Jerekyte          | Eintrag auf stolpersteine-hamburg.de                                                    |
| Weg beim Jäger 150 ·     | Raymond Robert Lagrange  | Raymond Robert Lagrange geb. 4.2.1945 tot 30.4.1945 | Stolperstein für Raymond Robert Lagrange     | Eintrag auf stolpersteine-hamburg.de                                                    |
| Weg beim Jäger 150 ·     | Alain Lejeune            | Alain Lejeune geb. 12.3.1945 tot 10.5.1945 | Stolperstein für Alain Lejeune               | Eintrag auf stolpersteine-hamburg.de                                                    |
| Weg beim Jäger 150 ·     | Odette Lepineux          | Odette Lepineux geb. 4.12.1944 tot 1.3.1945 | Stolperstein für Odette Lepineux             | Eintrag auf stolpersteine-hamburg.de                                                    |
| Weg beim Jäger 150 ·     | Ignatz-Marjans Lipomann  | Ignatz-Marjans Lipomann geb. 4.1.1945 tot 2.4.1945 | Stolperstein für Ignatz-Marjans Lipomann     | Eintrag auf stolpersteine-hamburg.de                                                    |
| Weg beim Jäger 150 ·     | Mädchen Mahaudeau        | Mädchen Mahaudeau tot geboren 13.1.1945 | Stolperstein für das Mädchen Mahaudeau       | Eintrag auf stolpersteine-hamburg.de                                                    |
| Weg beim Jäger 150 ·     | Danielle Josette Rocco   | Danielle Josette Rocco geb. 10.4.1945 tot 28.4.1945 | Stolperstein für Danielle Josette Rocco      | Eintrag auf stolpersteine-hamburg.de                                                    |
| Weg beim Jäger 150 ·     | Claudette Suzanne Roere  | Claudette Suzanne Roere geb. 18.4.1945 tot 2.5.1945 | Stolperstein für Claudette Suzanne Roere     | Eintrag auf stolpersteine-hamburg.de                                                    |
| Weg beim Jäger 150 ·     | Robert André Sainsère    | Robert André Sainsère geb. 8.9.1944 tot 4.11.1944 | Stolperstein für Robert André Sainsère       | Eintrag auf stolpersteine-hamburg.de                                                    |
| Weg beim Jäger 150 ·     | Monika Schirck           | Monika Schirck geb. 15.2.1945 tot 20.3.1945 | Stolperstein für Monika Schirck              | Eintrag auf stolpersteine-hamburg.de                                                    |
| Weg beim Jäger 150 ·     | Nastja Slywinska         | Nastja Slywinska geb. 5.12.1944 tot 1.2.1944 | Stolperstein für Nastja Slywinska            | Eintrag auf stolpersteine-hamburg.de Ihr Geburtsjahr 1943 inkorrekt mit 1944 angegeben. |
| Weg beim Jäger 150 ·     | Aldi Marks Starkis       | Aldi Marks Starkis geb. 7.12.1944 tot 16.2.1945 | Stolperstein für Aldi Marks Starkis          | Eintrag auf stolpersteine-hamburg.de                                                    |
| Weg beim Jäger 150 ·     | Ramas Simas Straganskini | Ramas Simas Straganskini geb. 16.3.1945 tot 20.5.1945 | Stolperstein für Ramas Simas Straganskini    | Eintrag auf stolpersteine-hamburg.de                                                    |
| Weg beim Jäger 150 ·     | Jan Timanovs             | Jan Timanovs geb. 22.1.1945 tot 26.2.1945 | Stolperstein für Jan Timanovs                | Eintrag auf stolpersteine-hamburg.de                                                    |
| Weg beim Jäger 150 ·     | Wladimir Warschewa       | Wladimir Warschewa geb. 19.2.1945 tot 1.5.1945 | Stolperstein für Wladimir Warschewa          | Eintrag auf stolpersteine-hamburg.de                                                    |
| Weg beim Jäger 150 ·     | Jury Waschtenko          | Jury Waschtenko geb. 22.4.1943 tot 23.4.1943 | Stolperstein für Jury Waschtenko             | Eintrag auf stolpersteine-hamburg.de                                                    |